# Список железнодорожных станций и платформ Нижнего Новгорода

Схема Нижегородской городской электрички

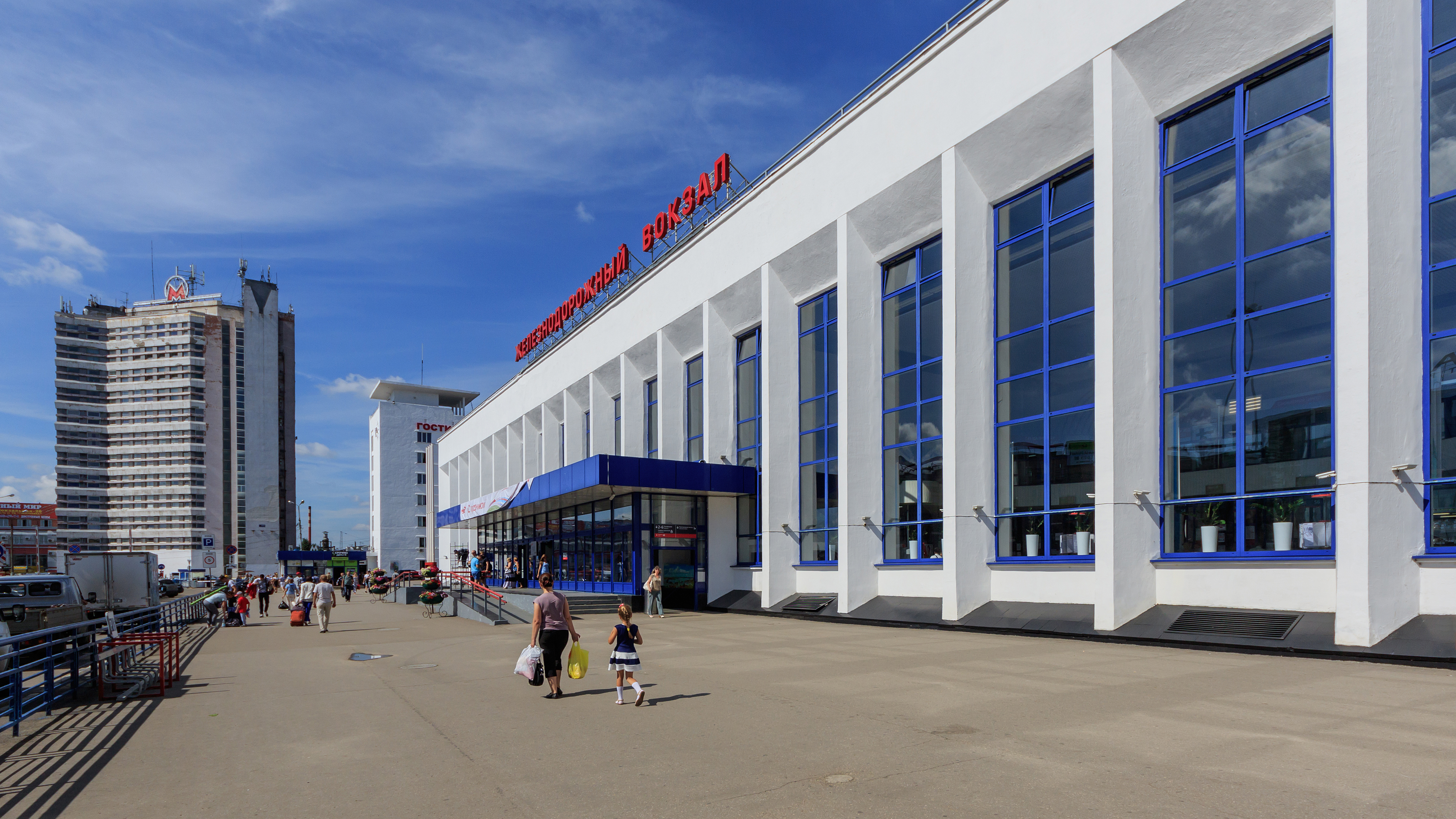
Московский вокзал

Это список железнодорожных станций, платформ и остановочных пунктов электропоездов, находящихся в районе Нижнего Новгорода. Несмотря на возможность использования их в качестве городского транспорта, заполняются преимущественно пригородными пассажирами и электрички ходят достаточно редко. Кроме того, проезд в электропоезде получается дороже проезда на внутригородском общественном транспорте. При этом электропоезда являются убыточным видом транспорта.Ситуация начала меняться в 2012 году co ввода абонемента "Городской" на услуги электричек в черте города по тарифу городского транспорта. 24 июня 2013 года была официально запущена городская электричка по направлению Московский вокзал-Починки на основе имеющейся железнодорожной инфраструктуры ГЖД в Сормовском и Московском районах. Помимо этого существует возможность расширения движения с открытием новых остановочных пунктов, перестройки путей и переездов с последующей пересадкой на перспективную линию метро в Центре Сормово. Существует проект организации Аэроэкспресса между Московским вокзалом и аэропортом Стригино (к Чемпионату мира по футболу 2018).

## Основной ход ГЖД
- Нижний Новгород-Московский
- о.п. 435 км
- Нижний Новгород-Сортировочный
- Кондукторская
- о.п. 429 км
- Доскино

## Ветка Садовая − Нижний Новгород-Автозавод
- Петряевка
- Садовая
- Счастливая
- Кустовая / Нижний Новгород-Автозавод

## Соединительная ветка
Соединяет главный ход ГЖД и автозаводскую ветку
- Доскино
- Орловка
- Садовая

## Заволжская ветка
- Варя
- Светлоярская
- Сормово
- Починки
- Копосово
- Народная
- Высоково
- Дубравная

## Соединительная ветка
Соединяет Заволжскую ветку с основным ходом.
- Светлоярская
- Кооперативная
- Чаадаево
- Лесной городок
- Костариха

## Мызинская ветка
- Проспект Гагарина
- Мыза
- Анкудиновка